# Тальник
Тальни́к (рос. Тальник, башк. Тальник) — присілок у складі Аургазинського району Башкортостану, Росія. Входить до складу Семенкинської сільської ради.
Населення — 33 особи (2010; 36 в 2002).
Національний склад:
- чуваші — 97%